# Roi Shenjing de Zhou
Le roi Shenjing de Zhou, ou Zhou Shenjing wang (chinois : 周慎靚王 ; pinyin : zhōu shènjìng wáng) de son nom personnel Ding (定, dìng), fut le trente-sixième roi de la dynastie Zhou.